# Incydent w czasie lotu FedEx Express 705

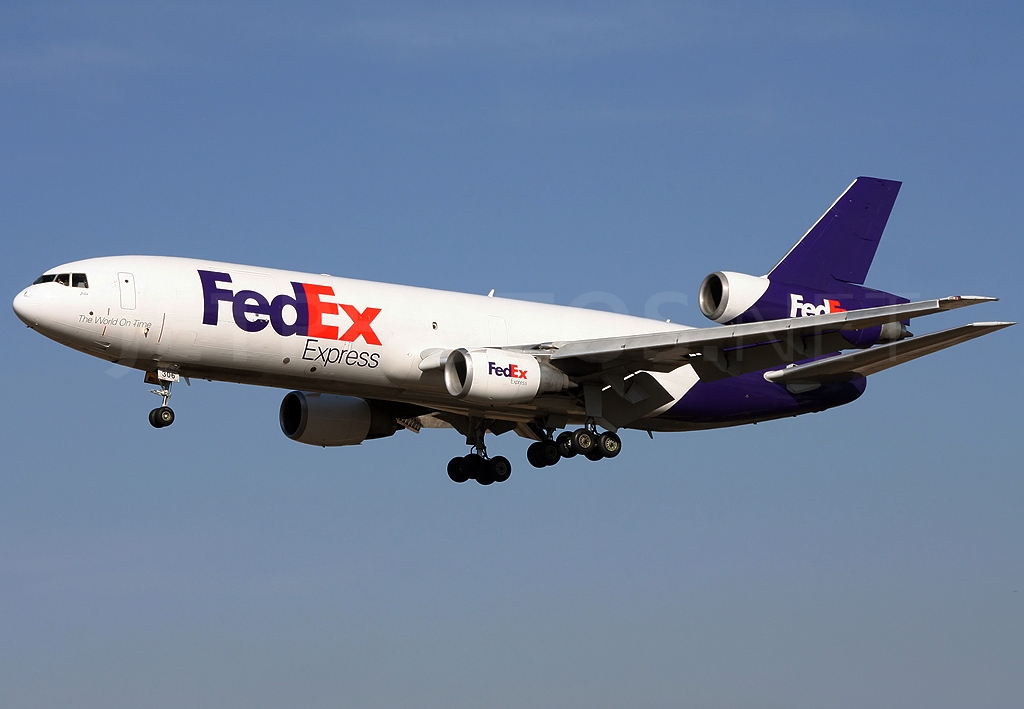
McDonnell Douglas N306FE, samolot, którego nieudaną próbę uprowadzenia i rozbicia podjął Calloway (2012)

Lot FedEx Express 705 – lot samolotem McDonnell Douglas DC-10-30 z 7 kwietnia 1994 roku, podczas którego doszło do próby przejęcia maszyny w celu jej rozbicia. Samolot przewoził sprzęt elektroniczny z Memphis w Tennessee do San Jose w Kalifornii, w Stanach Zjednoczonych.

## Przygotowania do porwania
Auburn Calloway, pracownik firmy FedEx, licząc się z konsekwencjami podania przez niego zafałszowanych danych, obmyślił plan uzyskania odszkodowania z jego polisy na życie (ok. 2,5 mln USD), które planował przeznaczyć na wykształcenie swoich dzieci. Warunkiem wypłaty takiej kwoty była śmierć Callowaya w wyniku wypadku. Dlatego w pokrowcu na gitarę, który wniósł na pokład feralnego lotu, nie znalazły się żadne materiały wybuchowe ani broń palna, a zestaw młotków oraz kusza. Miało to na celu uniemożliwienie wykrycia obrażeń zadanych tymi narzędziami podczas ewentualnej sekcji zwłok załogi wykonanej po katastrofie. Katastrofa miała zostać spowodowana poprzez skierowanie samolotu na główną siedzibę firmy FedEx w Memphis.

## Przebieg lotu
Po wejściu na pokład Calloway próbował dwukrotnie wyłączyć rejestrator głosów w kokpicie. Jednak inżynier pokładowy za każdym razem włączał go z powrotem. Gdy samolot wzniósł się na wysokość ok. 7000 metrów, Calloway wszedł do kabiny pilotów i uderzył młotkiem w głowę wszystkich obecnych tam członków załogi. Po początkowym okresie szoku, zarówno kapitan, jak i inżynier pokładowy nawiązali walkę wręcz w pomieszczeniu za kokpitem. Drugi pilot, który był bardzo ciężko ranny, utrzymywał samolot w powietrzu. W czasie szamotaniny, mimo bardzo poważnych obrażeń, załodze udawało się udaremnić Callowayowi użycie kuszy. Pomoc uzyskali od pierwszego oficera, który w tym czasie tak manewrował samolotem, że walczący mężczyźni znajdowali się czasem na podłodze, a czasem na suficie. To pozwalało udaremnić silnemu i zdrowemu napastnikowi zdobycie przewagi nad słabnącymi z powodu utraty krwi członkami załogi.

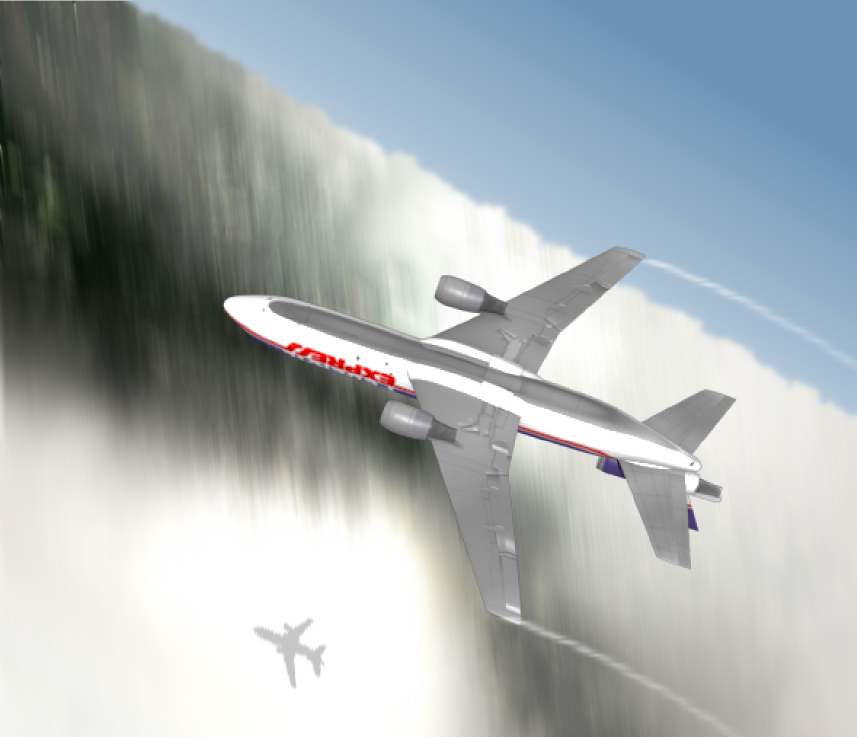
Wizualizacja incydentu

W pewnym momencie doszło do sytuacji, gdy kapitan wyrwał młotek z rąk napastnika i uderzył go kilkakrotnie w głowę. W tym czasie pierwszy oficer już zdołał powiadomić ziemię o incydencie. Kapitan, sądząc, że sytuacja jest opanowana, wrócił za stery, aby bezpiecznie sprowadzić samolot na ziemię. Poprosił pierwszego oficera o pomoc przy trzymaniu rannego napastnika, a sam, mimo zalewanej krwią twarzy, zajął się lądowaniem. Pierwszy oficer, pod wpływem mocnego ciosu, został częściowo sparaliżowany i Calloway ponownie przeszedł do kontrataku. Kapitan tymczasem napotkał spore trudności z lądowaniem, ponieważ nie mógł zrzucić paliwa i istniała obawa, że samolot może być za ciężki na lądowanie. Dodatkowo, prędkość była zbyt duża i pospiesznie należało zmienić pas, co wiązało się z dodatkowymi, bardzo trudnymi manewrami w powietrzu. Ignorując wszystkie możliwe sygnały ostrzegawcze dochodzące z urządzeń w kokpicie, kapitan wykonywał ostre skręty, które normalnie nie powinny być wykonywane przez ten samolot. Pod koniec całego procesu lądowania, wznowiła się walka poza kokpitem pomiędzy wycieńczonymi członkami załogi a odzyskującym siły napastnikiem. Jednak samo lądowanie odbyło się już bez przeszkód i tuż po wylądowaniu na pokład dostały się służby medyczne oraz bezpieczeństwa.

## Skutki incydentu
Wszyscy członkowie załogi odnieśli bardzo poważne obrażenia, m.in. wielokrotne złamania czaszki, oderwane ucho, pęknięcie tętnicy skroniowej, co spowodowało zakończenie kariery lotniczej przez wszystkich trzech uczestników tego lotu. Sam samolot również został lekko uszkodzony, ale nadal służy firmie Fed Ex. Auburn Calloway został skazany na podwójną karę dożywotniego pozbawienia wolności. W 1994 roku wszyscy członkowie załogi za heroizm uhonorowani zostali przez Air Line Pilots Association nagrodą Gold Medal Award, najwyższym wyróżnieniem dla pilotów cywilnych.